# جرس القيصر
جرس القيصر (بالروسية: Царь-колокол) يوجد على الأرض التابعة لمبنى الكرملين في موسكو، ويبلغ ارتفاعه 6.14 متر وقطره 6.6 متر. 
دشنته الإمبراطورة أنا إيفانوفا ابنة عم بطرس الأكبر.